# Athanase Josué Coquerel

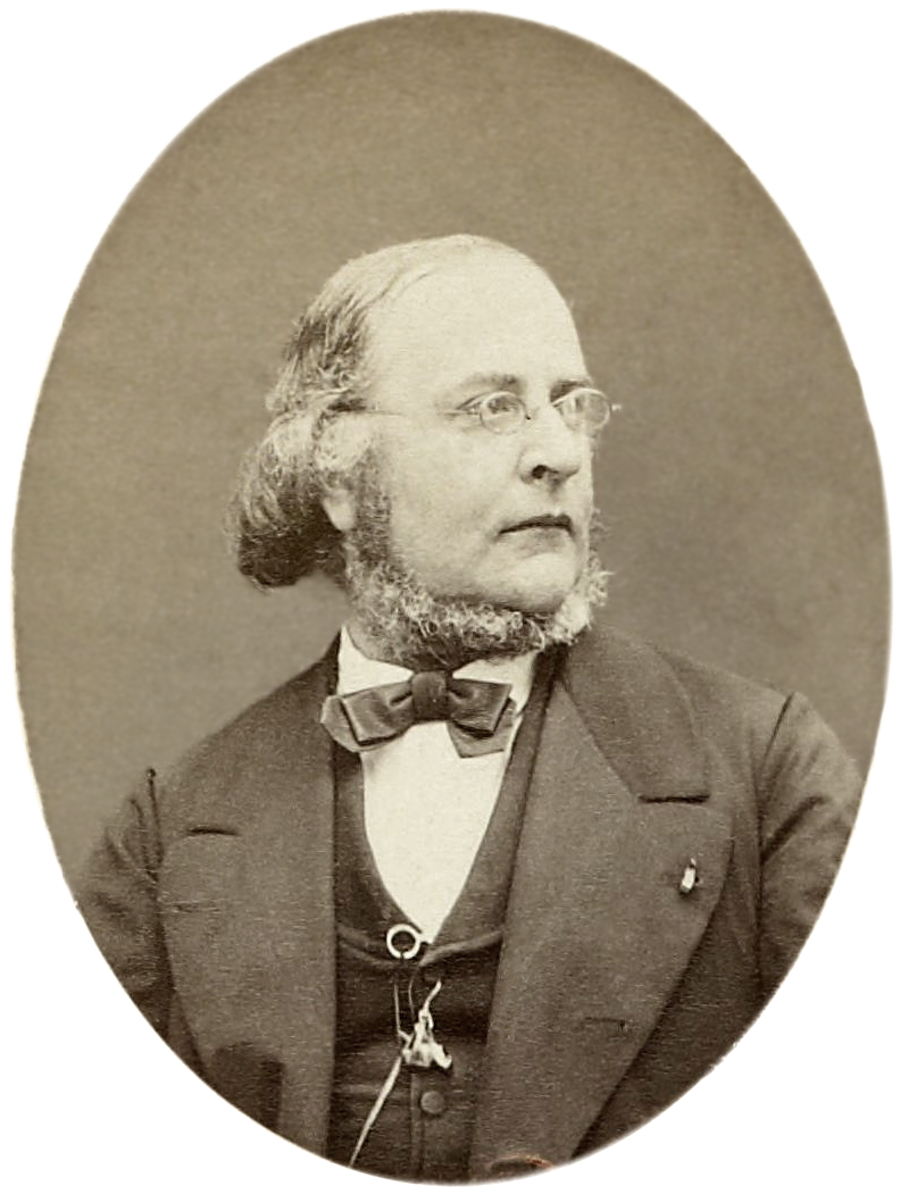
Athanase Josué Coquerel

Athanase Josué Coquerel, född 16 juni 1820 i Amsterdam, död 24 juli 1875 i Fismes, var en fransk reformert präst. Han var son till Athanase Laurent Charles Coquerel.
Coquerel var pastor i Nîmes och Paris, och blev på grund av sina rationalistiska åsikter avsatt från prästämbetet, vilket gav anledning till stridigheter mellan den ortodoxa och den liberal-rationalistiska riktningen inom den protestantiska kyrkan i Frankrike. Liksom fadern var han en framstående talare och predikant.